# Macaduma castaneofusca
Macaduma castaneofusca är en fjärilsart som beskrevs av Rothschild 1912. Macaduma castaneofusca ingår i släktet Macaduma och familjen björnspinnare. Inga underarter finns listade i Catalogue of Life.